# Vochysia magna
Vochysia magna är en tvåhjärtbladig växtart som beskrevs av Stafleu. Vochysia magna ingår i släktet Vochysia och familjen Vochysiaceae. Inga underarter finns listade i Catalogue of Life.